# Boyabat-Talsperre
Die Boyabat-Talsperre wird seit 2008 am Kızılırmak bei Durağan an der Grenze der beiden türkischen Provinzen Samsun und Sinop gebaut.  

Mit seinen drei Francis-Turbinen wird das Wasserkraftwerk ab 2014 Strom mit einer Nennleistung von 3 × 171=513 MW und im Jahr 1,5 Mrd. kWh erzeugen.
Der Stausee fasst 3557 Mio. m³. Seine Wasseroberfläche wird 60 km² (oder 65,4 km²) groß werden und sich bis in die Provinzen Samsun und Çorum ausdehnen.
Die Gewichtsstaumauer wird 195 m hoch und 262 m lang bei einem Betonvolumen von 2,7 Mio. m³.
Die Baukosten betragen umgerechnet 1,2 Mrd. US-$
Am Kızılırmak sind weitere 23 Stauanlagen geplant oder schon in Betrieb.

## Bauart und Funktion
Die Gewichtsstaumauer aus Beton wurde in einer steilen Schlucht des Ilgaz-Gebirges errichtet, ist 195 m (640 ft) hoch und 262 m (860 ft) lang. Seine Krone ist 10 m (33 ft) breit und der Dammkörper hat ein Volumen von 2.300.000 m3 (3.008.286 cu yd). Der durch den Damm geschaffene Stausee umfasst eine Fläche von 65,4 km2 (25 sq mi) und ist 60 km (37 mi) lang. Es speichert bis zu 3.557.000.000 m3 (2.883.707 acre⋅ft) Wasser, von denen 1.410.000.000 m3 (1.143.106 acre⋅ft) zur Stromerzeugung genutzt werden können. Ein Einzugsgebiet von 64.724 km2 (24.990 sq mi) leitet den Abfluss in den Stausee. Der Damm leitet Hochwasser mit einem Wehrüberlauf ab, der sich auf seinem Kamm befindet. Der Überlauf wird durch sechs radiale Tore kontrolliert, die Wasser in sechs Rutschen leiten. Die Überlaufrinnen verbinden sich zu drei. Die Überlaufrinne kann bis zu 8.250 m3 ableiten.